# Martin-pêcheur multicolore
Ceyx fallax
Espèce
Statut de conservation UICN

 NT  : Quasi menacé
Le Martin-pêcheur multicolore (Ceyx fallax) est une espèce d'oiseaux de la famille des Alcedinidae, endémique des îles de Sulawesi, Sangir et Talaud (Indonésie).